# Jorien van den Herik
Jorien van den Herik (Sliedrecht, 11 november 1943) is een Nederlands zakenman, ex-voorzitter van de voetbalclub Feyenoord en ex-voorzitter bestuur van de politieke partij 50PLUS.

## Biografie
In 1984 kwam hij binnen bij Feyenoord als geldschieter, voor de transfers van diverse spelers naar De Kuip. Na enkele jaren had hij, als voorzitter van de Stichting "Vrienden van Feyenoord", 3 miljoen gulden in de club gestoken. In 1988 werd hij voorzitter van de Beheerstichting en in die hoedanigheid in 1989 president van Stadion Feyenoord NV, en toen Feyenoord in 1991 bijna werd meegetrokken in het faillissement van toenmalig sponsor HCS, eiste hij een plek in het bestuur op, onder het motto: 'Als ik mijn geld kwijtraak, dan ben ik er graag zelf bij.' Nadat hij in april 1991 penningmeester was geworden van de Stichting, nam hij in 1992 het voorzitterschap over van Amandus Lundqvist.
In 2006 komt Van den Herik echter, door aanhoudende financiële perikelen bij Feyenoord, waarbij de club zelfs nog enige tijd onder curatele van KNVB komt te staan, onder toenemende druk te staan om af te treden. Op 4 december 2006 oordeelde Commissie-Kerkum dat de organisatiestructuur van Feyenoord gewijzigd moest worden. In het oordeel van deze commissie zou er geen plaats meer zijn voor de voorzitter. In december 2006 legde Van den Herik zijn functie neer. Zelf geeft hij trouwens aan dat het naderende einde van de FIOD-affaire en niet het advies van de Commissie-Kerkum de doorslag bij deze beslissing heeft gegeven.
Een half jaar na het vertrek van Van den Herik trok Feyenoord tot veler verrassing grote namen aan, waaronder Roy Makaay, Giovanni van Bronckhorst en Kevin Hofland. Rob Jansen, zaakwaarnemer van onder meer Makaay en Hofland, liet weten dat Van den Herik achter de schermen een belangrijke rol heeft gespeeld in het tot stand komen van die transfers.
In supporterskringen wordt Van den Herik dikwijls aangeduid met de afkorting GKL, wat staat voor Grote Kale Leider.

## 50PLUS
Van den Herik was lijstduwer voor 50PLUS bij de gemeenteraadsverkiezingen 2022 in Rotterdam, en bij de Provinciale Statenverkiezingen 2023 voor Zuid-Holland, was hij op plaats 24 lijstduwer voor 50PLUS. Op positie 22 en 23 stonden twee andere thans in Rotterdam woonachtige bekenden uit de voetbalwereld: Thijs Libregts en Cor Pot. Op 24 juni 2023 werd hij tijdens de ledenvergadering van 50PLUS verkozen als de nieuwe landelijke voorzitter van de partij. Een paar maanden later, in september 2023, kondigde hij na een ruzie op het ledencongres aan dat hij zijn functie als partijvoorzitter neer zou leggen. Op 16 december werd een algemene ledenvergadering gehouden die was uitgeroepen door 2 algemeen bestuursleden op verzoek van een beperkt aantal leden. Bij deze bijzondere ledenvergadering stond het ontslag van de heer Van den Herik en de heer Van den Dool op de agenda. De reden voor dit ontslag was vermeend onbehoorlijk bestuur in de gedurende de 5 maanden dat zij in het dagelijks bestuur zaten. Tijdens de stemming is de heer Jorien van den Herik met vrijwel unanieme uitslag uit zijn functie ontslagen zonder decharge door de algemene ledenvergadering. Deze ALV is echter door de rechter onreglementair verklaard op 27 december 2023. De rechter heeft Van den Herik gevraagd "50PLUS naar een reglementaire vergadering te leiden" die gepland staat voor 30 maart 2024.

## Vermeende belastingfraude
Sinds 1998 voerde het Openbaar Ministerie (OM) rechtszaken tegen Van den Herik in de FIOD-affaire bij Feyenoord. Behalve Feyenoord als club werd ook Van den Herik, als privépersoon, in deze zaak verdacht. Juist vanwege deze zaak zei hij: "Ik ga door tot 2008, als Feyenoord honderd wordt". Van den Herik en Feyenoord werden tweemaal vrijgesproken, maar het OM ging alsnog in cassatie. Op 19 december 2006 werd Van den Herik ook door de Hoge Raad vrijgesproken, evenals Feyenoord. 

## Prijzen van Feyenoord tijdens zijn voorzitterschap
- Landskampioen: 
  - 1993, 1999
- Bekerwinnaar: 
  - 1992, 1994 ,1995
- Supercup: 
  - 1999
- UEFA Cup:
  - 2002